# Stanegate

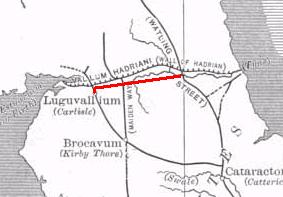
Carte de situation de la Stanegate au nord de l'Angleterre

La Stanegate, ou « route de pierre » en vieil anglais, était une importante voie romaine tracée à travers l’actuelle Angleterre du Nord. Elle reliait deux forts qui gardaient des points de passage de rivière stratégiques : Cortospitum (Corbridge) à l’Est, situé au croisement avec la Dere Street, une autre voie romaine, et Luguvallium (Carlisle) à l’Ouest. 
La Stanegate passait par la trouée naturelle formée par les vallées de la Tyne et de l’Irthing.
Elle différait de la plupart des autres routes romaines en ce sens que son tracé suivait souvent les pentes les plus faciles, tendant ainsi à être sinueux, là où les voies romaines typiques empruntaient le chemin le plus droit possible, au risque d’obliger le voyageur à monter des pentes pénibles.

## Histoire
On pense que la Stanegate fut probablement tracée sous le gouvernement d’Agricola, comme route stratégique à l’époque où la frontière était beaucoup plus loin au Nord, entre les estuaires de la Forth et de la Clyde en actuelle Écosse. Ce n’est que plus tard, lorsque les Romains se retirèrent de ces futures régions écossaises, que la Stanegate devint elle-même un élément d’une nouvelle frontière entre Rome et les territoires indigènes demeurés libres, jusqu'à la création du Mur d'Hadrien un peu plus au Nord, c'est-à-dire sur une assez courte période correspondant à la seconde partie du règne de Trajan et au tout début du règne d'Hadrien.
Un indice de cette situation est que la Stanegate ne fut au début gardée que par des forts distants d’un jour de marche entre eux (14 miles romains soit 21 km), intervalles qui suffisaient à assurer la sécurité d’une route certes stratégique mais non frontalière. Ainsi il a été démontré que les forts de Vindolanda (Chesterholm) et de Nether Denton furent édifiés à peu près en même temps que Corstopitum et Luguvalium, dans les années 70 et 80 de notre ère.
Une fois le retrait d’Écosse définitif, aux environs de 105 de notre ère, la ligne formée par la Stanegate, devenue nouvelle frontière, nécessita un plus grand nombre de forts, à des intervalles plus réduits d’une demi-journée de marche seulement, afin d’en assurer la garde. Ces nouveaux forts furent Newbrough, Magnis et Brapton Old Church. Il a été suggéré qu’une série de petits fortins furent également bâtis entre les forts plus importants. Ce pourrait être le cas de ceux de Haltwhistle Burn et de Throp, mais il n’y a pas suffisamment d’éléments pour confirmer une telle série de fortins intermédiaires.

## Structure
À la sortie de Corstopitum, la Stanegate mesure 6,7 m de large avec des caniveaux d’écoulement couverts en pierre et une fondation de 15 cm de pavés recouverts de 25 cm de gravier.

## Itinéraire
La Stanegate commençait à l’Est de Corstopitum, où une importante route, la Dere Street, s’enfonçait vers l’Écosse actuelle. À l’Ouest de Corstopitum, la Stanegate suivait la rive nord de la Tyne jusqu’à atteindre un de ses affluents, la North Tyne, près du village de Wall. Un pont romain doit avoir permis d’y franchir cette rivière pour passer à l’Ouest, dépassant le village moderne de Fourstones pour arriver à Newbrough, site du premier fort, situé à 12,1 km de Corbridge et précédant de 9,7 km le prochain fort de Vindolanda. À Newbrough, il s’agit d’un petit fort occupant moins d’un acre situé maintenant dans le cimetière de l’église.
De Newbrough, la Stanegate continuait vers l’Ouest parallèle à la South Tyne jusqu’à ce qu’elle rencontre le célèbre fort de Vindolanda à Chesterholm. De là la Stanegate croise la Route Militaire d'époque moderne et passe juste au sud du fortin de Haltwhistle Burn.
Continuant toujours plus à l’Ouest, et toujours le long de la South Tyne, la Stanegate atteint 10,5 km après Vindolanda le fort de Carvoran / Magnis. Là nous sommes à 32 km de Corstopitum. C’est un point de croisement important puisqu’ici la Stanegate croise la Maiden Way, autre voie romaine partie du sud depuis Epiacum (Whitley Castle) et se dirigeant au nord, comme la Dere Street.
Dépassant Magnis, la Stanegate tourne en direction du Sud-Ouest pour suivre la rivière Irthing, et arrive jusqu’à Brampton. Elle atteint le fortin de Castle Hill Boothby et puis, à 1,6 km de Brampton, elle débouche sur le fort de Brampton Old Church, à 9,7 km de Nether Denton et à 49,1 km depuis Corstopitum. Ce nouveau fort tire son nom de la vieille église dédiée à St Martin et son cimetière qui en recouvrent le site.
Depuis Brampton Old Church, la route traverse la rivière Irthing et continue via Irthington et High Crosby. Elle traverse ensuite la rivière Eden pour atteindre enfin le fort de Luguvalium (Carlisle) après avoir parcouru 12,1 km depuis Brampton Old Church, et 61 km de distance totale depuis son point de départ de Corstopitum.
Il a été suggéré que la Stanegate aurait pu continuer encore à l’Ouest sur 7,2 km jusqu’au fort de Kirkbride sur l’estuaire de la Solway. Il y a là-bas en effet un vaste camp de 5 acres (20 000 m2) mais nous manquons d’éléments pour l’associer au complexe de la Stanegate. De la même manière, on s’est posé la même question à l’Est, au-delà de Corstopitum jusqu’à Pons Aelius, l’actuelle Newcastle upon Tyne, en se heurtant également au même manque de preuves.

## Liste des forts et fortins de la Stanegate, d’Est en Ouest
Comté de Northumberland
- Corbridge (Corstopitum) - fort
- Newbrough - fortin
- Chesterholm (Vindolanda) – fort
- Haltwhistle Burn - fortin
- Carvoran (Magnis) - fort
- Throp - fortin

Comté de Cumbria
- Nether Denton - fort
- Castle Hill Boothby - fortin
- Brampton Old Church - fort
- Carlisle (Luguvalium) - fort

## Histoire post-romaine de la route
Une grande partie de la Stanegate continua à servir à travers la Carelgate (ou Route de Carlisle), une route médiévale reliant le marché de Corbridge et rejoignant la Stanegate à l’ouest de Corstopitum, mais la Carelgate se détériora au point de devenir inutilisables par les chariots.
En 1751-1752, une nouvelle route militaire fut construite par le Général George Wade dans le sillage du soulèvement jacobite de 1746.